# Lammtjärnen (Järnskogs socken, Värmland)
Lammtjärnen är en sjö i Eda kommun i Värmland och ingår i Göta älvs huvudavrinningsområde. Sjön har en area på 0,0445 kvadratkilometer och ligger 211,8 meter över havet. Sjön avvattnas av vattendraget Glasälven (Sörbohedsälven).

## Delavrinningsområde
Lammtjärnen ingår i det delavrinningsområde (661662-130089) som SMHI kallar för Inloppet i Södra Yxesjön. Medelhöjden är 247 meter över havet och ytan är 4,07 kvadratkilometer. Det finns ett avrinningsområde uppströms, och räknas det in blir den ackumulerade arean 16,59 kvadratkilometer. Glasälven (Sörbohedsälven) som avvattnar avrinningsområdet har biflödesordning 3, vilket innebär att vattnet flödar genom totalt 3 vattendrag innan det når havet efter 293 kilometer. Avrinningsområdet består mestadels av skog (75 procent) och sankmarker (16 procent). Avrinningsområdet har 0,05 kvadratkilometer vattenytor vilket ger det en sjöprocent på 1,2 procent.